# Tin Hau (MTR)
Tin Hau (traditioneel: 天后) is een metrostation van de Metro van Hongkong. Het is een halte aan de Island Line. 